# Kewang
Kewang (kinesiska: 渴望), kinesisk TV-serie på 50 avsnitt som sändes i Kina första gången 1990. Serien var en enorm tittarsuccé och har troligen rekord för kinesisk TV med 90,78 % tittarsiffror.